# Hoàng Xuân Sính
Hoàng Xuân Sính (Từ Liêm, Hanói, Indochina francesa, 8 de septiembre de 1933) es una matemática vietnamita, estudiante de Alexander Grothendieck. Fue la primera mujer matemática en Vietnam, fundó la Universidad Thang Long en 1988 y en 2003 recibió la Orden de las Palmas Académicas.

## Biografía
Hoàng nació en Cót, en el distrito de Từ Liêm en Vietnam, una de los siete hijos del comerciante de telas Hoàng Thuc Tan. Su madre murió cuando tenía ocho años, tras lo que la crio su madrasta. Se cree que es nieta del matemático vietnamita Hoàng Xuân Hãn. En 1951, obtuvo el bachillerato en Hanói, especializándose en inglés y francés, tras lo que viajó a París para obtener un segundo bachillerato en matemáticas. Permaneció en Francia para estudiar la agregación en la Universidad de Toulouse, que completó en 1959, antes de regresar a Vietnam para convertirse en profesora de matemáticas en la Universidad Nacional de Educación de Hanói. Hoàng se convirtió en la primera mujer matemática de Vietnam, y en una de los pocos matemáticos con formación extranjera en el país en esa época.

## Trabajo con Grothendieck
El matemático y pacifista francés Alexander Grothendieck visitó Vietnam del Norte a finales de 1967, durante la Guerra de Vietnam, y pasó un mes enseñando matemáticas a los profesores del departamento de matemáticas de la Universidad de Hanói, incluyendo a Hoàng, que se encargó de transcribir las clases. Debido a la guerra, las clases se Grothendieck se trasladaron fuera de Hanói, primero al campo cercano y más tarde a Đại Từ. Tras el regreso de Grothendieck a Francia, siguió enseñando a Hoàng por correspondencia. Obtuvo su doctorado bajo la dirección de Grothendieck en la Universidad de París Diderot en 1975, con una tesis escrita a mano. Su investigación doctoral, sobre grupos categóricos pero con una ley de grupo que se cumple solo salvo isomorfismo, adelantó buena parte de la teoría moderna de 2-grupos.

## Logros posteriores
Cuando fue ascendida a catedrática, Hoàng se convirtió en la primera mujer catedrática en cualquier campo científico o técnico de Vietnam. En 1988 fundó la primera universidad privada de Vietnam, la Universidad Thang Long, en Hanói, y se convirtió en presidenta de su junta directiva.

## Reconocimientos
En 2003 recibió la Orden de las Palmas Académicas de Francia por «sus contribuciones al fomento de la cooperación en cultura y ciencia entre las dos naciones» de Francia y Vietnam.